# Lagărul Oranki 74
Lagărul Oranki 74, situat la Oranki (Mănăstârka), regiunea Nijni Novgorod din Podișul Valdai, a fost un lagăr de prizonieri de război sovietic.   Între 1932 și 1990 orașul Nijni Novgorod s-a numit Gorki (rusă Го́рький), botezat astfel în cinstea scriitorului  Maxim Gorki.           
În perioada anilor 1942-1948 Lagărul Oranki 74 a devenit loc de detenție pentru prizonierii germani, maghiari, români, italieni etc. După „întoarcerea armelor” din 23 august 1944, armata sovietică a continuat să trimită aici militari români.

## Istorie
Mănăstirea Oranki este o mănăstire din Nijni Novgorod, o localitate din Siberia apropiată de fluviul Volga, care în 1918 a fost transformată în Lagărul Oranki 74, de către comuniști. În acest lagăr au suferit peste 11.000 de preoți și călugări din Rusia și aproximativ 14.000 de prizonieri căzuți în cel de-al Doilea Război Mondial, în urma bătăliei de la Stalingrad din 1942–1943, printre care s-au numărat soldați români, germani, italieni și de alte naționalități. În lagărul de la Oranki din Siberia rusească, în prima fază a prizonieratului mortalitatea a fost extraordinar de mare. Dintre ofițeri au murit,  aproximativ, 60%. Cei mai mulți dintre ei nu s-au mai întors niciodată acasă.
Lagărul Oranki 74 a devenit, în cele din urmă, unul dintre cele mai crunte lagăre de exterminare. Când a fost preluată mănăstirea, de către comuniști, aici fuseseră adunați mai toți călugării din marile mănăstiri rusești, spre a fi reduși la tăcere. 11.000 de călugări au fost omorâți.
Soldații români au rămas mai puțin timp în prizonierat decât masa ofițerilor din Armata Regală care nu a acceptat să colaboreze cu regimul comunist. Unii soldați s-au întors în 1946 sau 1948 după 2-4 ani petrecuți în URSS.
În vara anului 1948 majoritatea prizonierilor români de război din URSS au fost eliberați.